# Greutterwald
Der Greutterwald liegt zum größten Teil auf Stuttgarter Gemeindegebiet und wurde 1984 zum Naturschutzgebiet (NSG) erklärt.

## Lage
Das NSG Greutterwald hat eine Fläche von 151,3 ha. Davon liegt der größte Teil, nämlich 149,4 ha auf Stuttgarter Gemeindegebiet, nur 1,9 ha liegen auf dem Gebiet von Korntal-Münchingen im Landkreis Ludwigsburg. Auf Stuttgarter Gemarkung liegt das NSG in den Stadtbezirken Weilimdorf, Zuffenhausen und Feuerbach.

## Schutzzweck
Als Schutzzweck wird in der Verordnung die Sicherung und Erhaltung eines extensiv genutzten Streuobstbestandes mit angrenzenden Wald-, kleineren Wasserflächen und Feuchtgebieten als ökologisch wertvolle Ausgleichsfläche im Stadtgebiet genannt.